# Fundo Crianças da Armênia
Predefinição:Infobox organization
O Fundo Crianças da Armênia (COAF) (Armênio: «Հայաստանի Մանուկներ» բարեգործական հիմնադրամ (ՔՈԱՖ)) é uma organização sem fins lucrativos, não-governamental, com sede na Armênia e nos Estados Unidos, focada no desenvolvimento direcionado a crianças de regiões rurais da Armênia. De acordo com a fundação, eles já atenderam mais de 107.000 beneficiários de 64 comunidades rurais em 6 das 11 províncias armênias.
O COAF foi fundado em 2004, depois que o empresário Garo Armen visitou o vilarejo de Karakert na região de Armavir na Armênia e testemunhou o nível de abandono que os residentes rurais estavam enfrentando. Consequentemente, o COAF foi criado para reduzir a pobreza na região rural da Armênia por meio de “educação, saúde, serviços para crianças e famílias e programas de desenvolvimento econômico”.
A missão declarada pelo COAF é “fornecer recursos para crianças e adultos com iniciativas SMART do COAF para promover as comunidades rurais por meio da inovação”. A fundação defende uma Armênia onde todas as crianças, jovens e suas famílias tenham oportunidades e recursos para utilizar todo o seu potencial e contribuir para o avanço do mundo ao seu redor.
Em 2015, o COAF começou a desenvolver a Iniciativa COAF SMART a fim de preencher lacunas sistêmicas na Armênia rural. A organização destaca que a Iniciativa COAF SMART visa o avanço das comunidades rurais, aumentando o acesso à educação abrangente, tecnologia e oportunidades por meio de uma abordagem centralizada. Para esse fim, o COAF SMART Center, um centro educacional rico em tecnologia, foi estabelecido na província de Lori, na Armênia . Ele está aberto à população rural local, oferecendo programas extracurriculares, através do programa SMART Citizenship para crianças a partir dos 3 anos de idade.
A organização vê o SMART Center como um modelo de desenvolvimento rural e o início de uma mudança de mentalidade para toda uma geração. Desde a abertura de seu primeiro campus em Lori, o COAF pretende lançar um SMART Center em cada região da Armênia.
A organização atende aos padrões de organizações internacionais de avaliação de caridade, como GuideStar, Better Business Bureau e Charity Navigator.

## História
O COAF foi fundado pelo empresário e cientista americano-armênio Garo Armen, que nasceu em Istambul, Turquia , e se mudou para os Estados Unidos aos 17 anos. Com um doutorado em físico-química, Armen tem se dedicado em encontrar novos métodos de tratamento ao câncer, desde que sua mãe faleceu devido à doença. Essa trágica perda o levou a fundar a Agenus, uma empresa de biotecnologia focada em imunoterapia.
Garo Armen recebeu a Medalha de Honra da Ilha Ellis por seus esforços humanitários na Armênia. Ele foi agraciado com a Medalha Mkhitar Heratsi pelo Presidente da Armênia . Recebeu ainda Medalha de Ouro, atribuída pelo governador provincial da Armavir pelos seus investimentos na região. Além disso, ele foi premiado com a Medalha Honorária pelo Primeiro-Ministro da Armênia .
De acordo com Armen, seu envolvimento na Armênia teve raízes em 2000 por meio de vários projetos, incluindo assistência financeira a escolas, orfanatos e um projeto de desminagem em Artsakh . [8] A ideia de criar o COAF foi inspirada por uma viagem pelos vilarejos da Armênia em 2003, quando Armen, juntamente com um grupo de armênios da diáspora, visitaram um dos vilarejos mais pobres da região de Armavir, Karakert. Para Armen, saber que os moradores não tinham acesso à água potável e eram obrigados a comprá-la na cidade mais próxima [9] foi um fator decisivo para a fundação do COAF.
O trabalho do COAF começou abordando a falta de água, sistemas de aquecimento e instalações sanitárias por meio das melhorias necessárias na infraestrutura. [10] Em 2004, com as primeiras doações da organização, o COAF iniciou a reforma da escola Karakert. [11]
Posteriormente, o COAF começou a implementar abordagens baseadas na comunidade para tratar de questões levantadas pelos habitantes locais. Com base nos resultados da pesquisa, a organização priorizou quatro áreas de desenvolvimento: educação, saúde, serviços infantis e familiares e economia. O COAF enfatiza que esses esforços são acompanhados por melhorias contínuas na infraestrutura. [12]
Depois de concluir as reformas do jardim de infância, posto médico e centro comunitário de Karakert em 2005, vilarejos vizinhos da região de Armavir começaram a aderir aos programas do COAF. Como resultado, o COAF expandiu seu alcance para 18 vilarejos em Armavir, implementando programas de engajamento comunitário e introduzindo um currículo de estilo de vida saudável nas escolas, programas extracurriculares, apoio psicológico, cursos de treinamento profissional e supervisão de especialistas do COAF.
10 anos após a sua criação, a organização anunciou a inclusão de mais aldeias na sua rede em 2014. [13] Ao final, o COAF abriu o primeiro COAF Smart Center em Debet, Lori maio de 2018. [14] O COAF SMART Center é um centro regional de educação projetado para conectar mais moradores aos programas e oportunidades oferecidos pelo COAF e reunir diferentes regiões por meio de eventos organizacionais. Ele oferece uma ampla gama de recursos para crianças e suas famílias por meio de salas de aula e laboratórios tecnologicamente avançados. A organização afirma garantir o acesso a todas as comunidades, fornecendo transporte de ida e volta para os vilarejos.
Os programas extracurriculares do COAF [15] oferecidos no COAF SMART Center fazem parte do currículo SMART Citizenship. O nome enfatiza a missão declarada do COAF de criar cidadãos SMART capazes de contribuir para o avanço de suas comunidades e do mundo ao seu redor. A educação colaborativa, incluindo a aprendizagem baseada em projetos e ações nos domínios cognitivo, afetivo e psicomotor, é o ponto central do currículo do SMART Citizenship do COAF.
Superando seu escopo de responsabilidade, a organização lançou uma missão humanitária em Artsakh após os confrontos de 4 dias em Artsakh , conduzindo programas de primeiros socorros e apoio psicológico, bem como acampamentos de verão. [16]
De acordo com as declarações atuais, o COAF opera em seis regiões da Armênia e já investiu mais de US $ 50 milhões em projetos de desenvolvimento rural desde 2004.

## Fotos

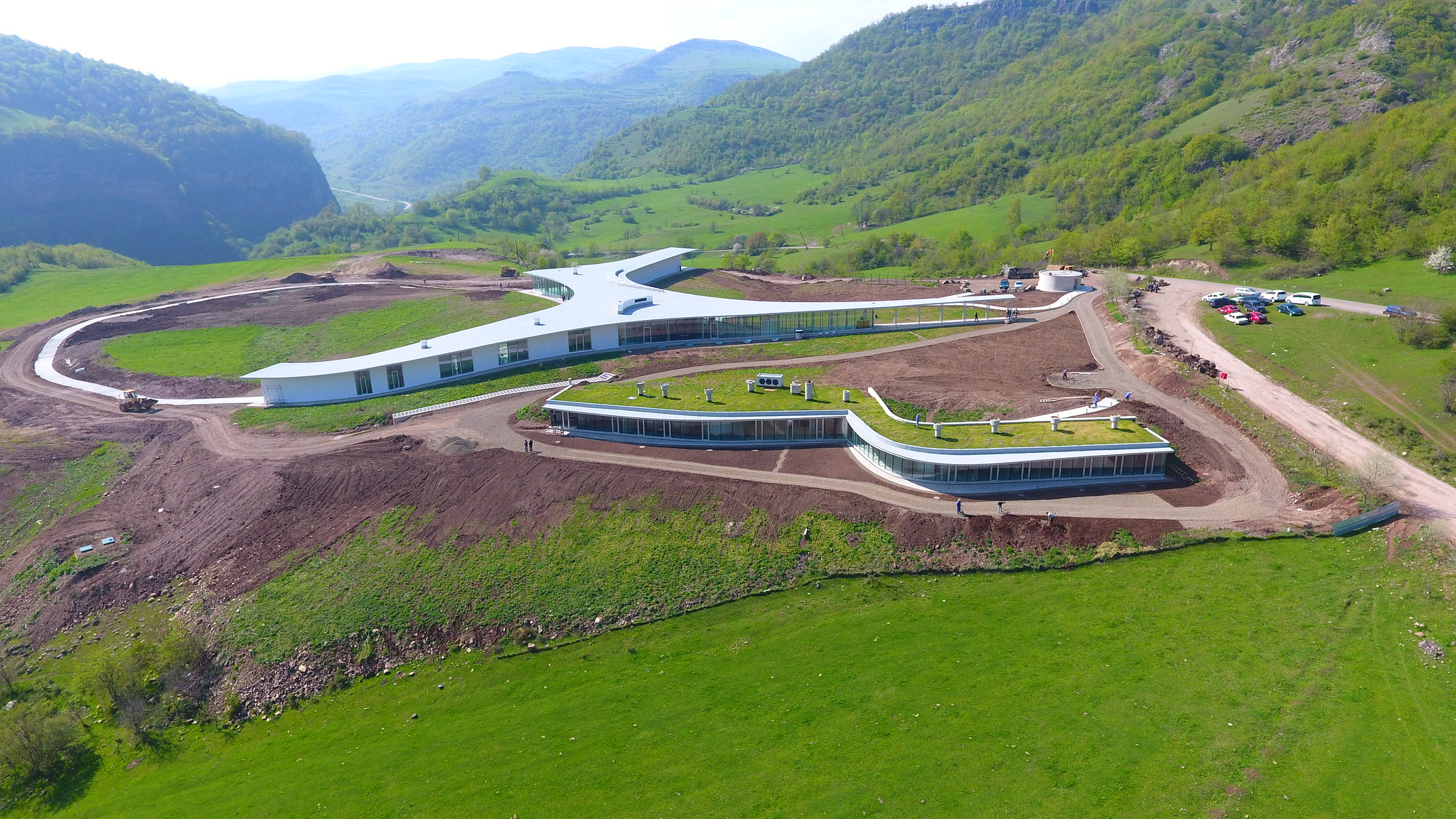
COAF SMART Center & Concept Hotel por COAF
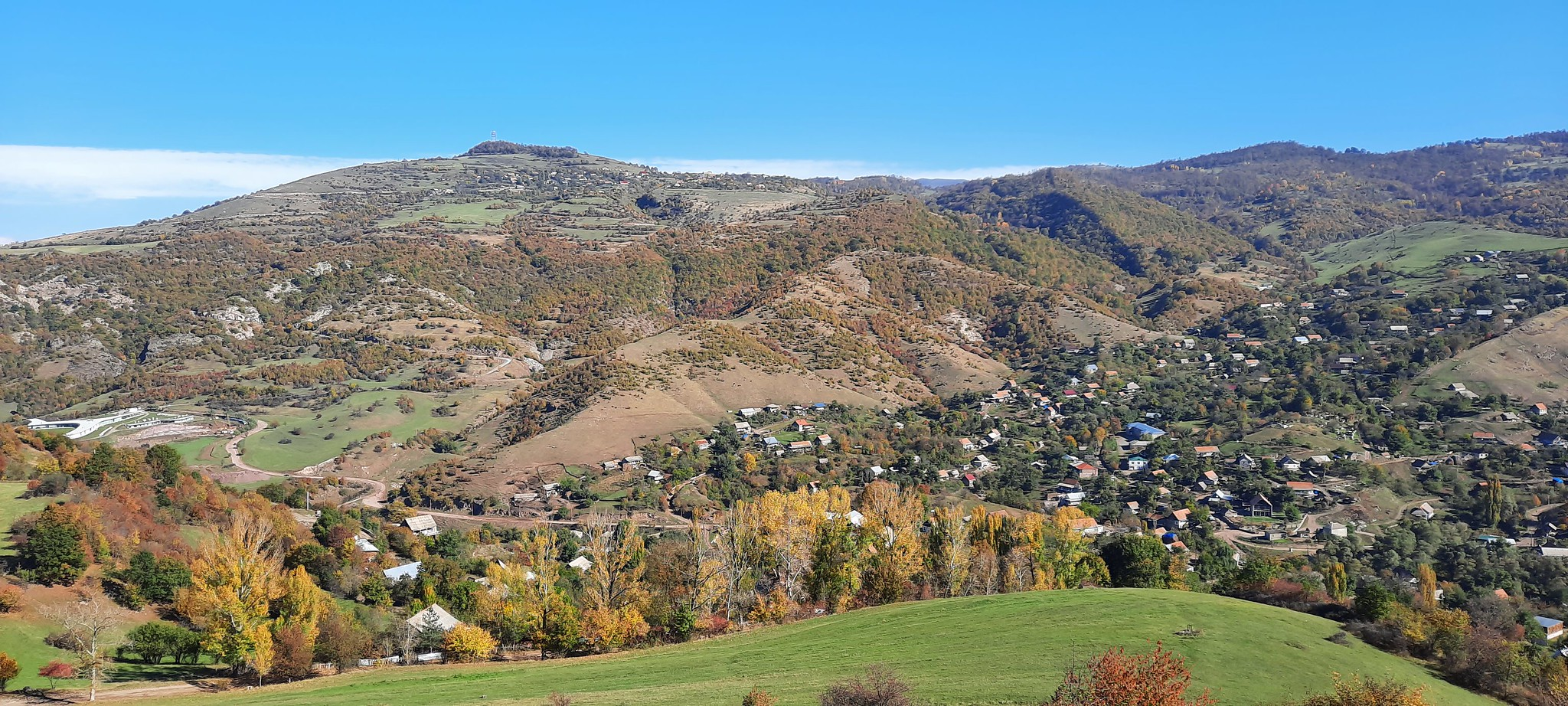
Vilarejo de Debet, Lori
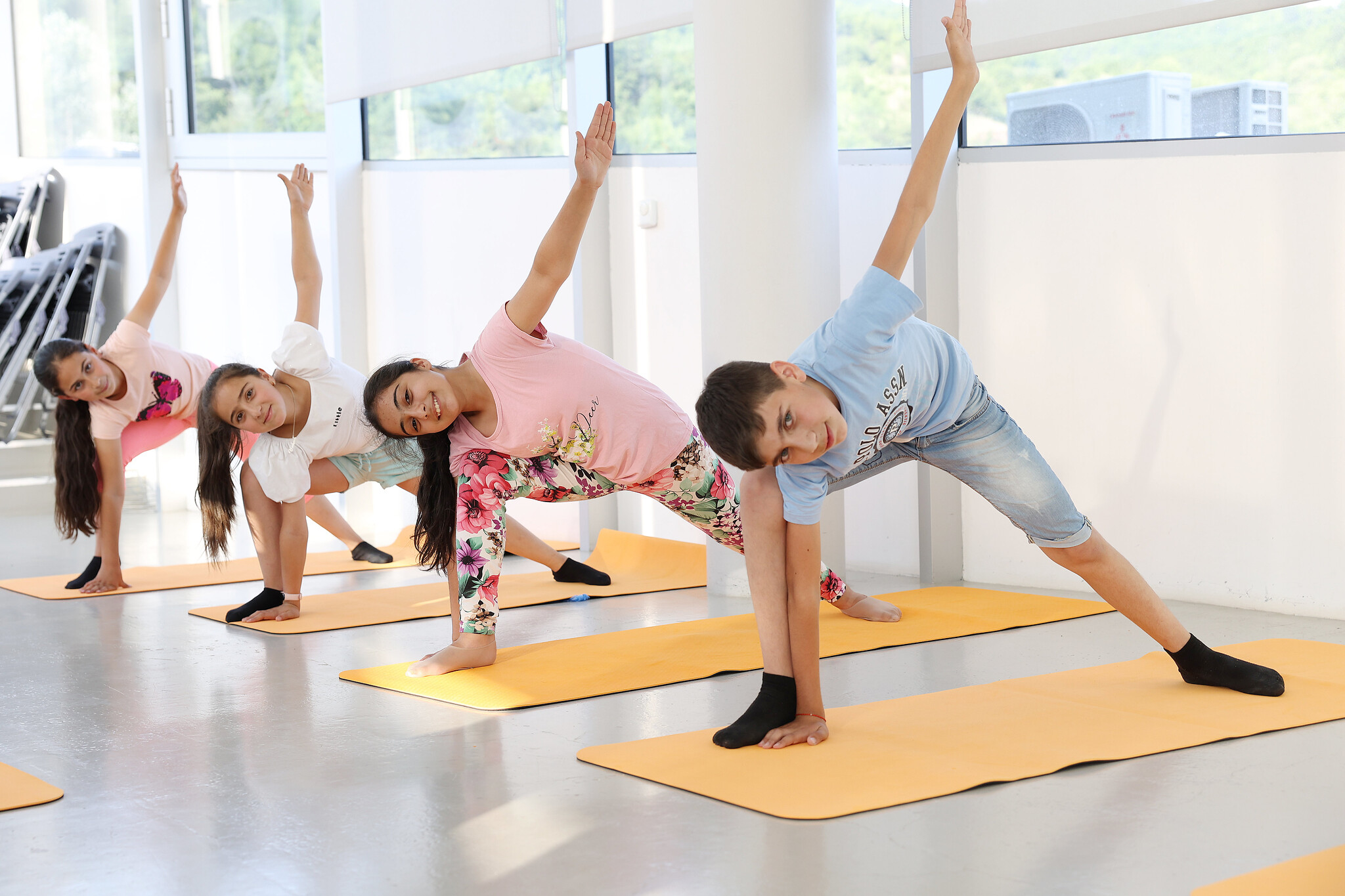
Programa SMART, Yoga
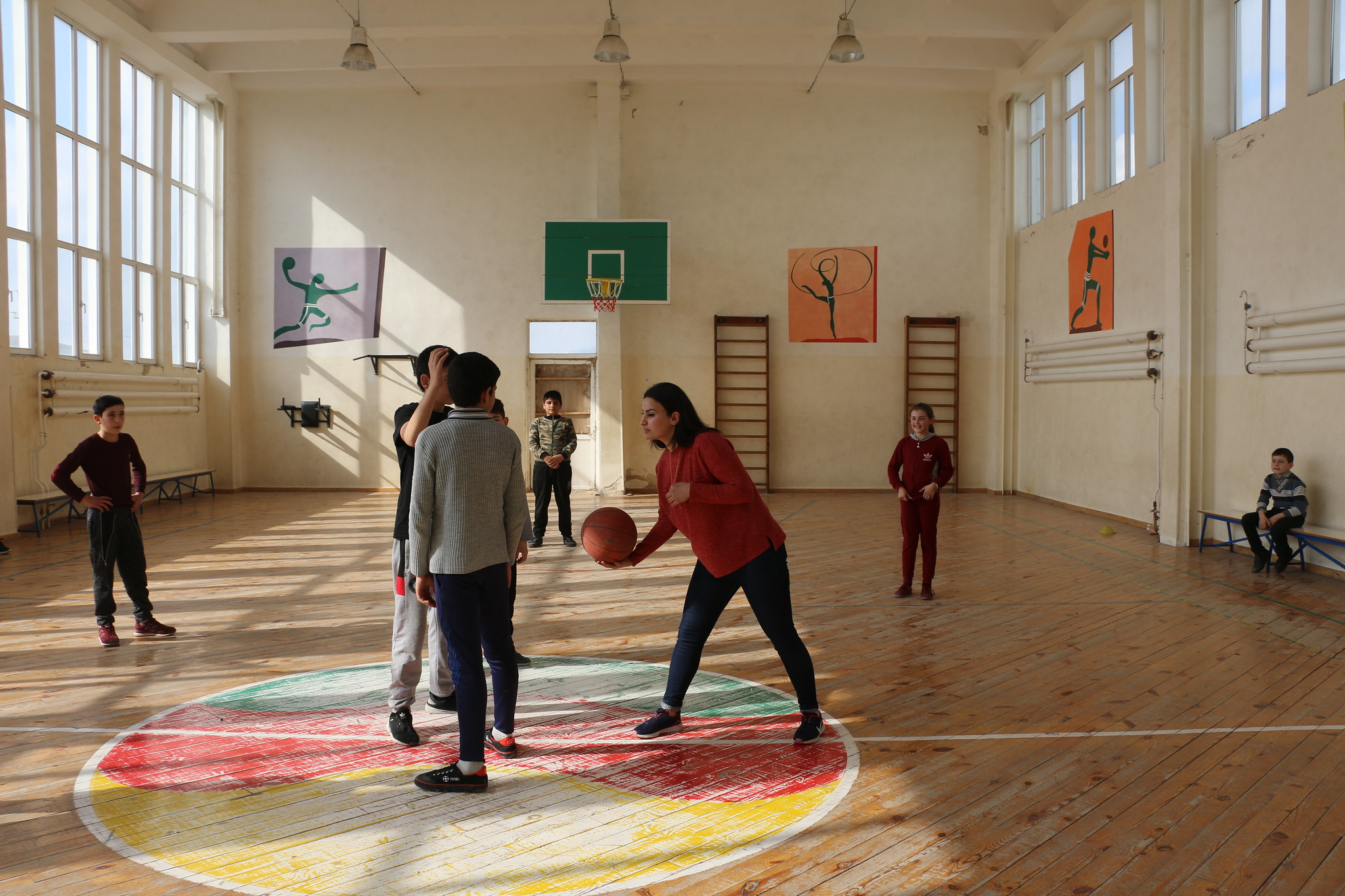
Programa de basquete em Karakert, Armavir
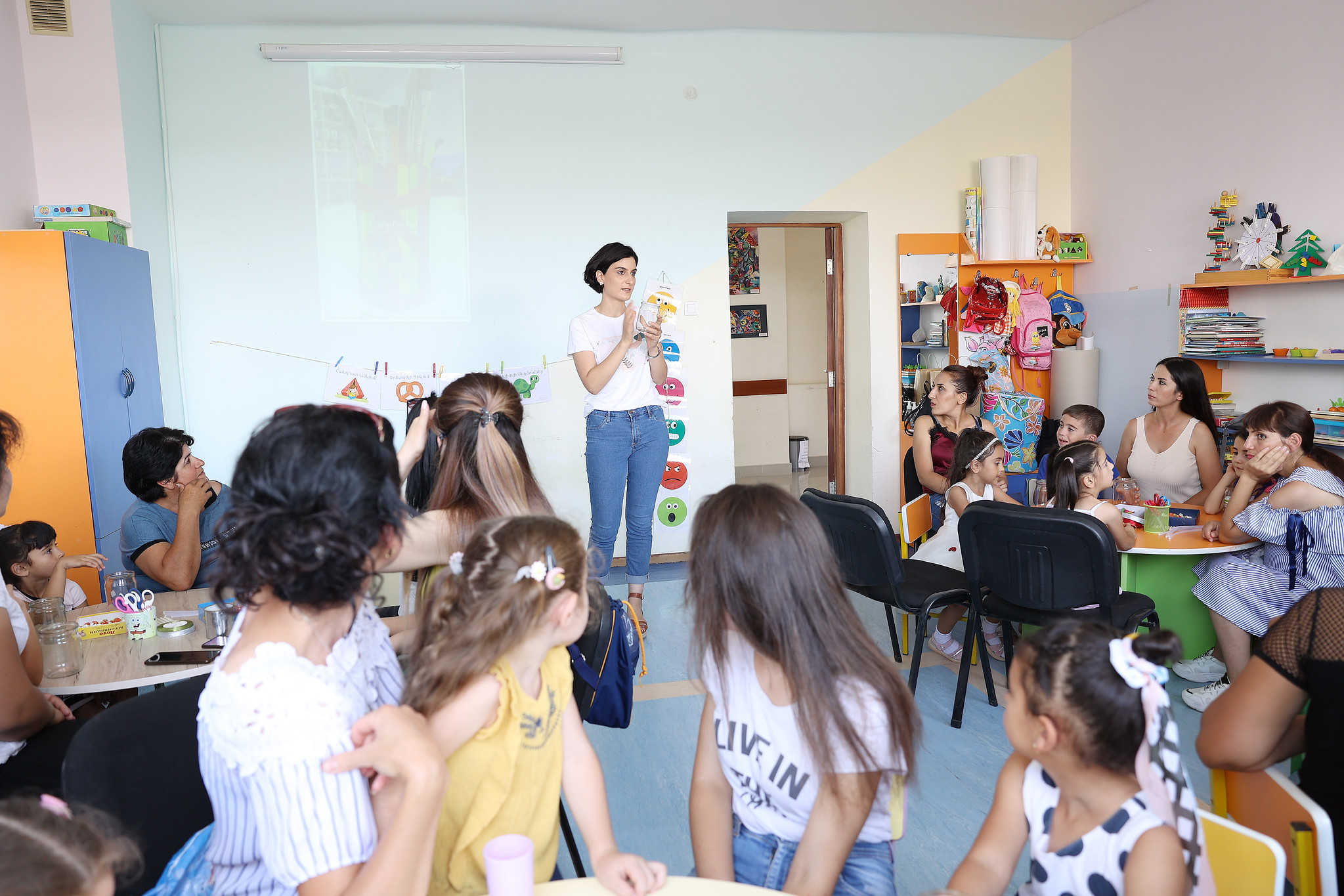
Programa de Desenvolvimento Infantil COAF em Myasnikyan, Armavir
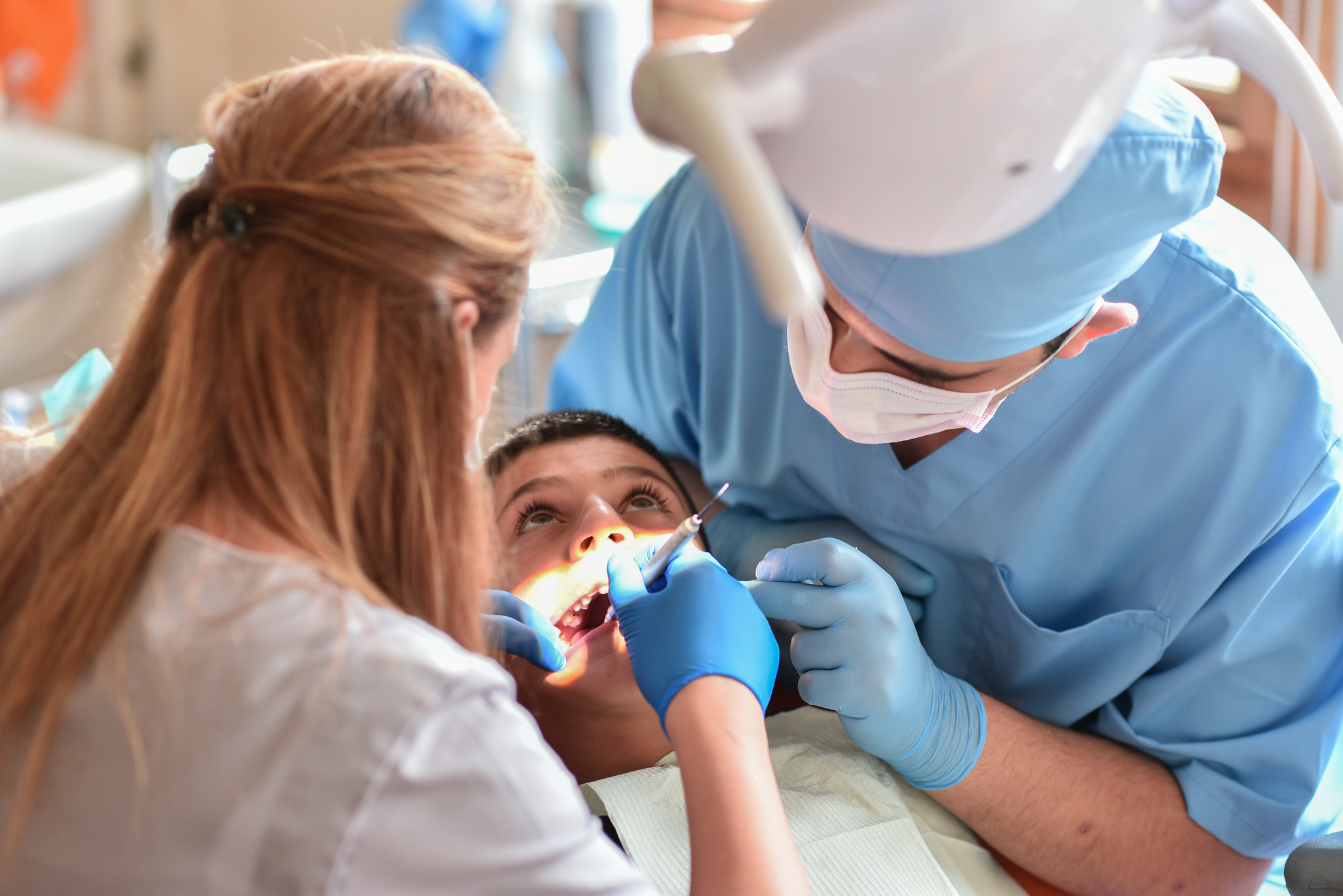
Programa de Saúde COAF

## Estrutura
O COAF segmenta suas atividades em dois componentes: os programas rurais e os programas SMART.

### Programas rurais COAF
Os Programas rurais incluem a gama de programas e serviços do COAF oferecidos a vilarejos e regiões rurais individualmente, contando com uma abordagem holística baseada na comunidade. Junto com melhorias de infraestrutura, isso inclui a implementação de educação , saúde , serviços para a criança e família e programas de desenvolvimento econômico para fortalecer as comunidades rurais.

#### 1. Educação
Trabalhando em estreita colaboração com as escolas dos vilarejos, o programa educacional COAF foi criado para se concentrar em estimular a criatividade, o pensamento crítico , os talentos e o potencial dos alunos na escola e além. Os programas são implementados como grupos extracurriculares após as aulas.
Para crianças do 3º ao 5º ano:
- Desenho
- Engenharia
- Judô
- Basquetebol

Os programas de educação cívica são frequentados por alunos da 6ª à 10ª série:
- Roda de debate
- Educação sócio-financeira “Aflatoun”

Além disso, a parceria do COAF com a Embaixada dos Estados Unidos, [18] permite que a organização ofereça:
- um programa de bolsa de estudos de acesso projetado para fornecer aulas de inglês para jovens armênios de regiões rurais, para que eles possam praticar suas habilidades de conversação e aprender sobre a cultura dos Estados Unidos ․
- cursos de inglês online para alunos de línguas em regiões remotas da Armênia, onde os recursos para aprender novas línguas são limitados ou inexistentes.

O apoio ao desenvolvimento de carreira começa com o programa de orientação profissional para alunos da 7ª à 12ª série. Isso é acompanhado por bolsas de estudo , mentoria e estágio , e uma série de treinos sobre habilidades de empregabilidade para ex-alunos do COAF .

#### 2. Saúde
Os programas de saúde do COAF [19] têm como objetivo melhorar a qualidade dos serviços básicos de saúde nos vilarejos por meio de programas que promovam o bem-estar de toda a comunidade. O foco do COAF é a prevenção de doenças por meio da promoção de práticas saudáveis desde a idade escolar até a detecção precoce. Para a organização, a capacitação do departamento de saúde inclui treinamento prático para a administração de saúde e equipe médica, juntamente com a revitalização das unidades de saúde. [20]
Em termos de serviços médicos, o COAF implementa a detecção precoce do câncer de mama, tireoide e próstata por meio de:
- Exames clínicos
- Exames de ultrassom
- Mamografia, biópsia e testes hormonais

A abordagem do COAF para melhorar a higiene dental dos moradores é por meio da prevenção, que inclui educar as crianças sobre higiene bucal, fluoretação dos dentes, assegurar atividades regulares de escovação dentária através do estabelecimento de postos especializados (escovatórios) nas escolas e fornecer creme dental e escovas de dente aos alunos da 1ª e 2ª série .
Em cooperação com a Organização Armênio-Americana de Profissionais de Saúde (AAHPO), o COAF implementa missões internacionais por meio das quais organiza visitas anuais à Armênia para fornecer assistência médica gratuita nas aldeias. [21] O COAF também trabalha em estreita colaboração com médicos da Grã-Bretanha e do Canadá, cujas visitas à Armênia incluem treinamento de médicos para fornecer novos métodos e ferramentas para médicos e enfermeiras locais, bem como exames de saúde e consultas para habitantes rurais na Armênia.
Em cooperação com o Programa Alimentar Mundial, o COAF concluiu a reforma dos refeitórios das escolas e forneceu alimentos saudáveis para cerca de 2.500 crianças do ensino fundamental em cinco províncias. [22]

#### 3. Serviços para crianças e família
O COAF fornece apoio social por meio de fonoaudiologia, [23] assistência psicológica, serviço sociais e serviços de desenvolvimento infantil [24] para crianças com dificuldades de aprendizagem . [25]
O trabalho social do COAF é estabelecido nos vilarejos do COAF. Por falta de profissionais locais, o COAF contrata especialistas para treinar e trabalhar nas comunidades. Esses assistentes sociais fornecem apoio individual e em grupo a famílias e crianças em comunidades rurais. Eles também identificam questões como bullying, violência doméstica, relações interpessoais e barreiras para pessoas com deficiência, pois trabalham individualmente e com toda a comunidade.
Os serviços de apoio psicológico do COAF trabalham com jardins de infância, escolas, famílias e moradores de diferentes maneiras. A organização destaca que a formação profissional nessa área não é comum nas comunidades rurais, por isso identifica possíveis especialistas, então os capacita, orienta, fornece conhecimento e supervisão profissional durante a vigência do contrato. Como uma ferramenta de mudança de mentalidade da comunidade, o COAF implementa um novo programa de terapia através da arte chamado Drama Terapia, que ajuda as crianças a se abrirem e se expressarem de maneira criativa e construtiva, incluindo pessoas com deficiência.
Outro componente do programa de Serviços à Criança e à Família é a criação de Centros de Desenvolvimento Infantil. Essas instalações renovadas fornecem um ambiente favorável para promover o desenvolvimento da primeira infância. Eles apresentam áreas de aprendizado e recreação para crianças e são equipados com brinquedos e atividades que fornecem uma saída para a auto-expressão. [26]

#### 4. Desenvolvimento Econômico
Uma das metas declaradas do COAF é alcançar sustentabilidade econômica na Armênia, demonstrando o potencial de oportunidade e crescimento nos vilarejos para adultos e jovens. [27]
Algumas áreas de desenvolvimento econômico fornecidas pelo COAF incluem empréstimos sem juros para empresas locais, treinamento em empreendedorismo para estudantes do ensino médio e a instalação de dutos de água para irrigação . Esses programas visam fornecer aos residentes as ferramentas necessárias para ter sucesso e gerar renda, promovendo uma conexão mais profunda entre os cidadãos e suas comunidades.

### Iniciativas SMART
COAF SMART é uma iniciativa de desenvolvimento coletivo e individual, uma abordagem inovadora para melhorar a qualidade de vida. A Iniciativa SMART é implementada por meio do campus COAF SMART, [28] um centro regional destinado a levar educação de qualidade às áreas rurais e, ao mesmo tempo, servir como atração turística para impulsionar a economia.
O primeiro e único SMART Center até agora[29] está localizado na região de Lori, na Armênia, perto da vila de Debet . É composto pelo COAF SMART Center e pelo Concept Hotel por COAF. O COAF está trabalhando na expansão do campus com a construção de um Centro de Conferências [30] e um Complexo Esportivo SMART, ambos os quais devem impulsionar o turismo (reuniões, incentivos, conferências, exposições) e contribuir para a economia local. O Campus SMART está localizado em 20 hectares de terreno e é acessível a mais de 250.000 pessoas de toda a região.

#### 1. COAF SMART Center
Inaugurado em 27 de maio de 2018, [31] o SMART Center em Lori é um centro de educação inovador e tecnologicamente avançado onde as crianças aprendem idiomas, computação, robótica , alfabetização digital, design, música, agricultura e muito mais.
A educação na SMART é fornecida gratuitamente. O transporte entre os vilarejos e o SMART Center é fornecido pela organização.
O centro oferece aulas e atividades após as aulas para os jovens locais. Eles não apenas têm a chance de assistir às aulas regulares, mas também podem participar de festivais, workshops, shows e treinamento de palestrantes convidados.
O libanês-armênio Paul Kaloustian é o arquiteto do COAF SMART Center. [32] O edifício foi projetado para abranger a paisagem e existir em harmonia com seu entorno natural.

#### 2. Concept Hotel por COAF
Concept Hotel por COAF é uma empresa social adjacente ao SMART Center. Contribui para o crescimento econômico local através de
Treinamento de moradores locais na área de hotelaria e turismo,
- Criação de novas oportunidades de emprego, e
- Atração de turistas.

O hotel foi inaugurado em 2019 e possui 12 quartos standard e premium. O projeto arquitetônico é inspirado no estilo industrial minimalista.

#### 3. Centro de Visitantes por COAF
O Centro de Visitantes é um centro de informações turísticas localizado na junção das estradas de Vanadzor a Alaverdi (M6) e Dsegh (H22) e tem propósitos educacionais e comerciais. Ele oferece aos turistas os serviços necessários (caixa eletrônico, terminal de pagamento, bebidas, lanches, postos de abastecimento, equipamentos para prática de esportes, etc.), ao mesmo tempo disponibilizando informação sobre a região de Lori e em particular o SMART Center.

#### 4. Centro de Conferências por COAF
O Centro de Conferências é outra empresa social cujos lucros serão reinvestidos nos programas de desenvolvimento da organização. O centro foi projetado para estimular o fluxo de turistas e organizações para a região de Lori, na Armênia. O objetivo é se tornar o principal centro regional para conferências, treinamento profissional, escolas de verão e programas de intercâmbio para organizações locais e internacionais. O centro contará com 22 quartos de hotel para hospedar os hóspedes.

#### 5. Complexo Esportivo COAF SMART
O Complexo Esportivo COAF SMART visa a promoção de um estilo de vida saudável nas áreas rurais de Lori. As instalações esportivas de mais de 3.000 metros quadrados proporcionarão uma ampla gama de oportunidades de esportes internos e externos para crianças da zona rural, incluindo uma piscina olímpica, academia, quadra de tênis, pista de ciclismo e muito mais. Ao mesmo tempo, a nova adição ao Campus SMART marca o terceiro empreendimento social do COAF, o que significa que estará disponível para eventos esportivos, eventos corporativos, treinamentos e reuniões. Todos os lucros serão doados aos programas do COAF.

#### 6. Salas COAF SMART
Antes da abertura do COAF SMART Center, o COAF havia lançado salas SMART nos vilarejos. Essas salas de educação oferecem o equipamento necessário e uma conexão à Internet para oferecer novas possibilidades à população local. Elas ajudam a conectar comunidades entre si e com o mundo. Ao instalar salas SMART, a organização tem como objetivo fornecer educação em autodesenvolvimento, medicina, serviços sociais, informática e mídia.
Estas salas estão presentes nas regiões de Lorri e Tavuxe, permitindo que as pessoas continuem seus estudos durante os meses de inverno, quando viajar na região de Lori é difícil. As salas SMART são acessíveis não apenas para jovens das comunidades rurais, mas também para comunidades vizinhas.

#### 7. Vilarejo SMART
A organização lançou a iniciativa Vilarejo SMART, com o objetivo de transformar as aldeias armênias em comunidades SMART. O COAF escolheu o vilarejo Debet na região de Lori como um projeto piloto, onde a organização visa implementar projetos de construção de capacidade , desenvolvimento econômico e infraestrutura, incluindo a reforma da escola do vilarejo, jardim de infância e construção do município, bem como reparações de estradas e telhados, instalação de iluminação pública e conexão de alta velocidade à Internet.

## Angariação de fundos
Todo mês de dezembro, o COAF realiza um evento de gala para arrecadação de fundos na cidade de Nova York . Amigos e colaboradores se reúnem para comemorar o sucesso do ano, ouvir crianças de vilarejos armênios compartilharem suas histórias pessoais e escutar suas histórias sobre o impacto que o COAF causou. O COAF Gala anual consiste em um jantar beneficente, concerto, leilão ao vivo e leilão silencioso .
Todos os anos, o COAF arrecada milhões de dólares para implementar seus programas para o próximo ano.
Além disso, o COAF mantém fortes parcerias com diferentes empresas e instituições, como o governo da Armênia e o governo dos Estados Unidos , organizações internacionais, bancos e empresas locais que têm um RSC sustentável .

## Estrutura corporativa
O Fundo Crianças da Armênia tem duas sedes - uma na cidade de Nova York e outra em Yerevan , na Armênia.
O escritório de Nova York concentra-se principalmente na arrecadação de fundos, relações com doadores e o evento anual de gala do COAF. O conselho de administração também está baseado em Nova York.
O escritório de Yerevan é responsável pelo trabalho de campo, implementação de programas, novas iniciativas, monitoramento de impacto, orientação para o avanço da comunidade, relações governamentais, cooperação de parceiros, treinamento de especialistas e capacitação de crianças.
O Diretor Executivo do COAF é Liana Ghaltaghchyan. A equipe do COAF consiste em 140 funcionários e mais de 200 funcionários nas províncias e vilarejos armênios.